# دوزریو
دوزریو یک منطقهٔ مسکونی در ایران است که در بخش مرکزی شهرستان شهربابک واقع شده‌است. دوزریو ۱۷ نفر جمعیت دارد.